# Consorzio per le Autostrade Siciliane
El Consorzio per le Autostrade Siciliane (en español: Consorcio para las autopistas de Sicilia) es una empresa italiana que gestiona dos autopistas en Sicilia: Autostrada A18 y Autostrada A20.

## Rutas gestionadas
- A20 Messina-Palermo - 181,8 km
- A18 Messina-Catania - 76,8 km
- A18 Siracusa-Gela - 41,9 km

El total gestionado es de 300,5 km.

## Galería de fotos

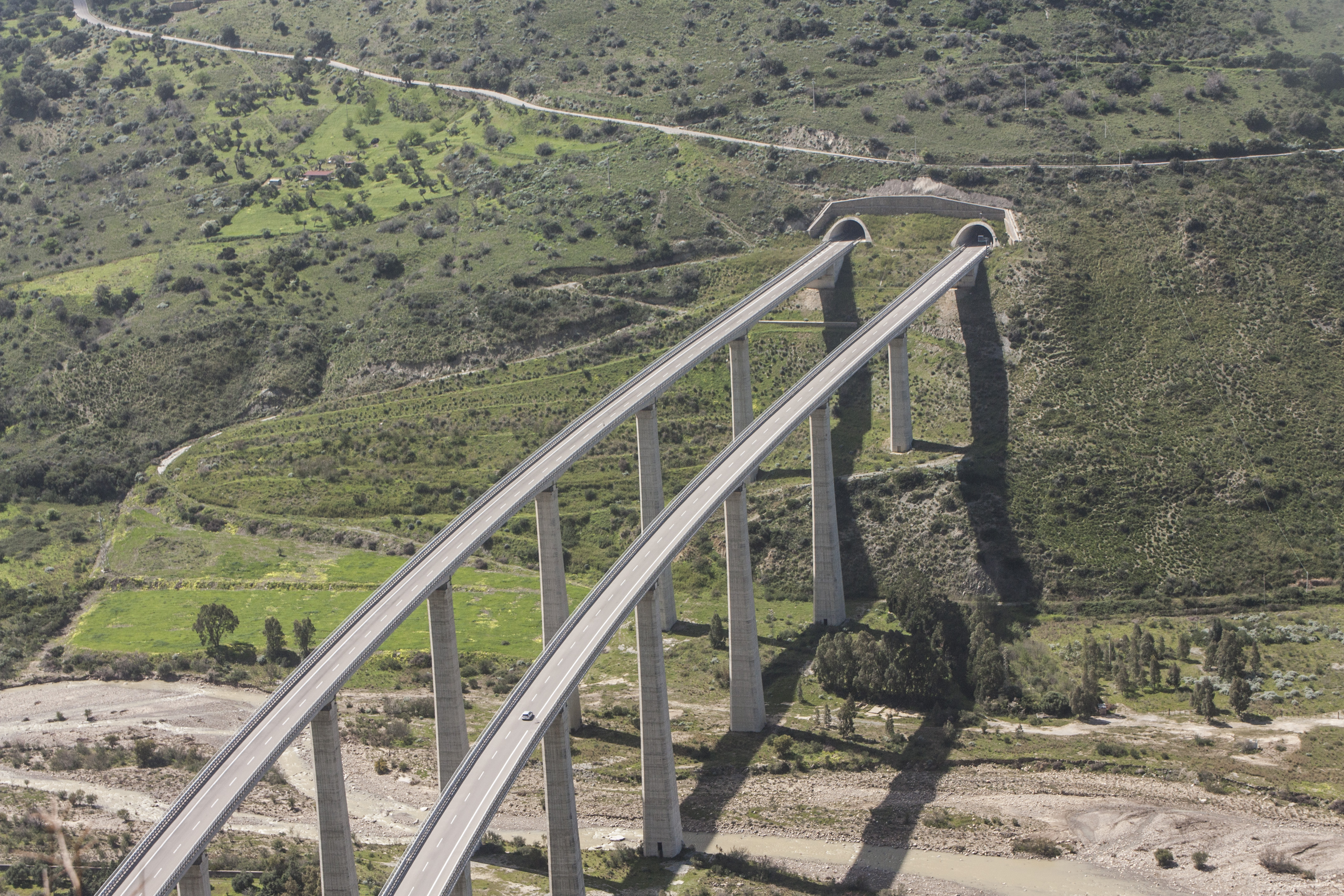
Área del torrente Tusa (A20 Messina-Palermo).
mapa A18 Messina-Catania.
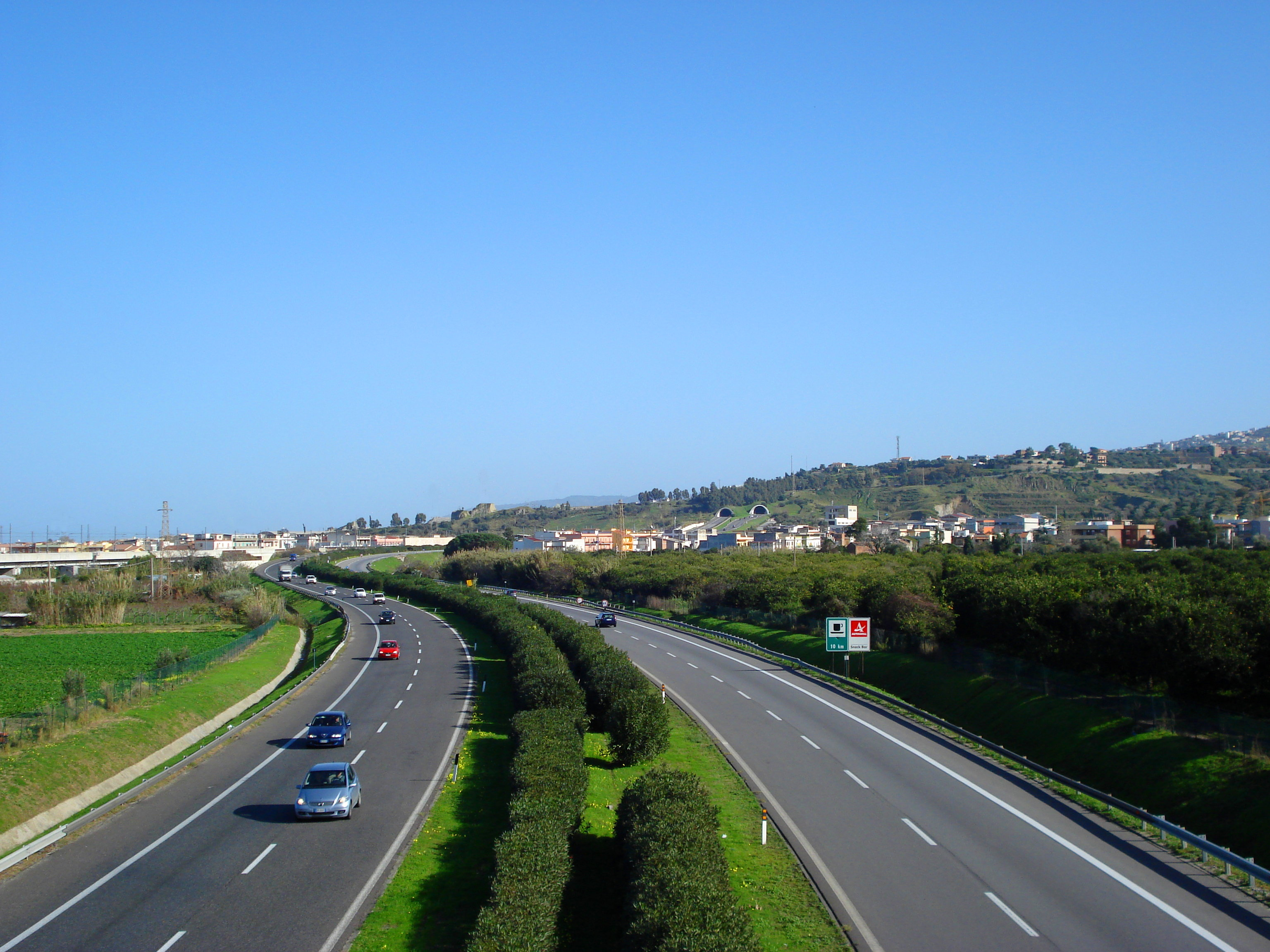
A20 cerca de Torregrotta.

## Páginas relacionadas
- Anexo:Autopistas de Italia
- Giap